# Tragöß
Tragöß là một đô thị thuộc huyện Bruck an der Mur thuộc bang Steiermark, nước Áo. Đô thị Tragöß có diện tích 110,52 km², dân số thời điểm cuối năm 2005 là 1084 người. Tại đây có hồ Grüner, mùa Thu khô hẳn, mùa Xuân có tuyết

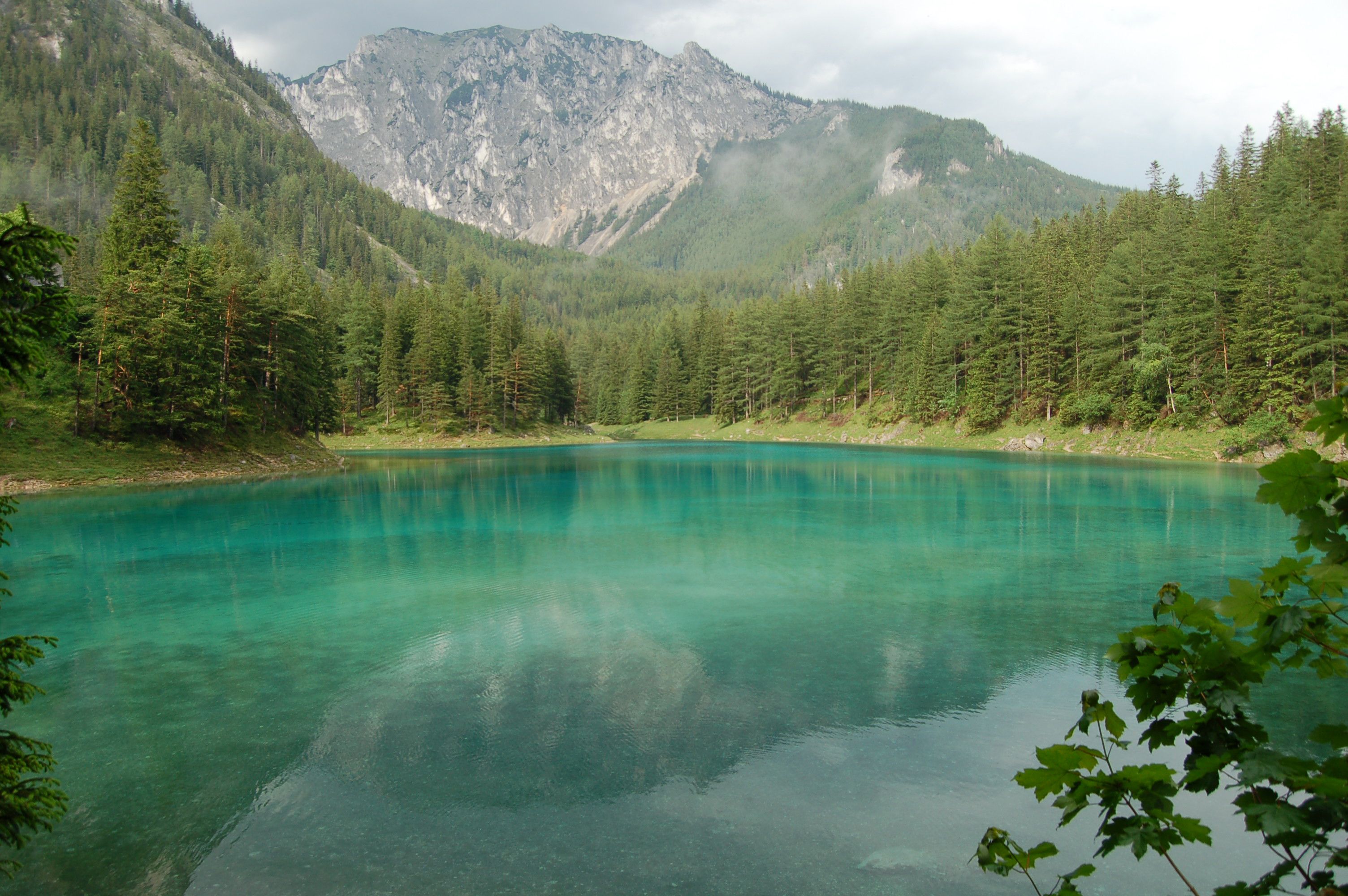
Hồ Xanh và Meßnerin năm 2007